# Stateira III
För andra betydelser, se Stateira.
Stateira III, död 323 f.Kr., var en persisk prinsessa, sedermera drottning, gift med Alexander den store. Hon har ibland kallats för "Barsine" och därmed förväxlats med Barsine.
Hon åtföljde år 333 tillsammans med sin farmor Sisygambis, sin mor Stateira II och sina syster Drypetis sin far Dareios III till slaget vid Issos, där han besegrades av Alexander den store, som sedan tillfångatog dem alla sedan fadern hade flytt. Dareios III försökte utan framgång få dem frigivna: han erbjöd Alexander det land han redan erövrat samt Stateira i utbyte mot fred, men Alexander avböjde genom att säga att han redan hade både landområden ifråga samt Stateira.
Alexanders goda behandling av dem blev berömd och gav honom mycket god publicitet, eftersom han hälsade dem med respekt och behandlade dem väl.  De följde Alexanders armé fram till år 330, när han lämnade dem i Susa då han begav sig iväg på sitt fälttåg i öster. Hennes mor var då död, och Alexander lämnade henne i hennes farmors vård med instruktioner om att hon skull lära sig makedonska,vilket antas vara ett tecken på att han planerade att gifta sig med henne.
Hon blev liksom sin kusin Parysatis II gift med Alexander den store i massbröllopet i Susa år 324, där 90 persiska kvinnor blev gifta med makedonier ur Alexanders armé; hennes syster Drypetis blev vid samma tillfälle gift med Hefaistion. Efter Alexanders död 323 blev Stateira III mördad på order av Roxana, som möjligen också lät mörda Parysatis. 